# 西乌旗站
西乌旗站，位于中华人民共和国内蒙古自治区锡林郭勒盟西乌珠穆沁旗，是锡乌铁路上的火车站。

## 歷史
- 2015年7月1日客运开通，时由集通铁路公司大板车务段管辖[5]。
- 2019年11月15日起移交沈阳局集团公司管辖[1][2]。

## 外部連結
- 中国铁路客户服务中心（页面存档备份，存于）